# 17020 Hopemeraengus
17020 Hopemeraengus (1999 DH4) là một tiểu hành tinh vành đai chính được phát hiện ngày 24 tháng 2 năm 1999 bởi I. P. Griffin ở Cocoa.